# Shep Fields
Shep Fields, nato Saul Feldman (Brooklyn, 12 settembre 1910 – Los Angeles, 23 febbraio 1981), è stato il direttore della band  "Shep Fields and His Rippling Rhythm", durante l'era delle grandi orchestre jazz negli anni trenta.

## Biografia
Nacque come Saul Feldman a Brooklyn, New York, il 12 settembre 1910 e il nome da nubile della madre era Sowalski. Edward Fields, produttore di tappeti, e Freddie Fields erano i suoi fratelli. Il loro padre morì all'età di 39 anni.
Aveva suonato il clarinetto e il sax tenore in jazz-band durante il college. Nel 1931 suonò nella sala da ballo Roseland. Nel 1933 diresse una iazz-band che suonò al Grossinger's Catskill Resort Hotel. Nel 1934 sostituì la Jack Denny Orchestra all'Hotel Pierre a New York City. Lasciò l'Hotel Pierre per unirsi a una tournée con i ballerini Veloz e Yolanda. Nel 1936 fu ingaggiato presso la Palmer House di Chicago e il concerto fu trasmesso alla radio.
Fields era vicino ad una soda fountain mentre sua moglie stava soffiando bolle nella sua soda attraverso una cannuccia e quel suono divenne il suo marchio di fabbrica che apriva ciascuno dei suoi spettacoli. Fu fissato un appuntamento a Chicago con i fan per suggerire un nuovo nome per la band Fields, in linea con il nuovo suono. La parola "rippling" ("ondina") fu suggerita da più di una voce e così nacque il "Rippling Rhythm" di Fields.
Nel 1936 firmò un contratto di registrazione con la Bluebird Records. I suoi successi comprendevano "Cathedral in the Pines", "Did I Remember?" e "Thanks for the Memory". Nel 1937 Fields sostituì Paul Whiteman nella sua fascia oraria con uno spettacolo radiofonico chiamato The Rippling Rhythm Revue con Bob Hope come annunciatore. Nel 1938, Fields e Hope sono furono rappresentati nel suo primo lungometraggio, The Big Broadcast del 1938.
Nel 1941 Fields rinnovò la band in un gruppo di tutti strumenti ad ancia, senza la sezione ottoni. "Shep Fields and His New Music", con Ken Curtis come vocalista. Ritornò al "Rippling Rhythm" nel 1947.
Il gruppo si sciolse nel 1963. Egli si trasferì a Houston, Texas, dove lavorò come disc jockey. In seguito lavorò alla Creative Management Associates con il fratello Freddie Fields a Los Angeles.
Morì il 23 febbraio 1981 al Cedars-Sinai Medical Center di Los Angeles per un infarto. Fu sepolto nel cimitero di Mount Hebron a New York.

## Banda
- Sid Greene (1913–2006), tamburi e percussioni, direttore d'orchestra, c. 1932-1943
- Hal Derwin, vocalista 1940
- Larry Neill, vocalista 1940
- Dorothy Allen (1896–1970), vocalista 1940[8]
- Ken Curtis (1916–1991), vocalista
- The Three Beaus and a Peep, vocalista c. 1947-1948
- Bob Johnstone (1916–1994), cantante c. 1947-1948
- Toni Arden, cantante, c. 1945
- Bob Shapley, fisarmonica, c. 1948-1950
- Carl Frederick Tandberg (1910–1988), contrabbasso, c. 1940[13]
- Lou Halmy (1911–2005), tromba, arrangiatore musicale, c. 1935[14][15]
- Sid Caesar (1922–2014), sassofono, c. 1940[16][17]
- John Serry Sr. (1915–2003), fisarmonica, 1937–1938[18]
- Pat Foy, cantante 1941[8]
- Lew Harris, arrangiatore musicale 1940[8]
- Earl Kramer, sassofono basso 1941[8]
- John Quara (1925-), chitarra c. 1947-1950
- Mike Cuozzo (1925-2006), clarinetto e sassofono, c. 1940-1950

## Registrazioni
- That Old Feeling
- The Jersey Bounce[2]
- I've Got You Under My Skin[2]
- September In The Rain[2]
- Shep Fields and His Rippling Rhythm, 1940, Volumes 1 and 2

## Trasmissioni dal vivo
- Biltmore Hotel in Los Angeles, California during September 1938 - October 1938 with John Serry as featured soloist on the NBC radio network.[19]
- Glen Island Casino in New Rochelle, New York on May 12, 1947 with Toni Arden, Bob Johnstone, and The Three Beaus and a Peep.
- Ice Terrace Room of the New Yorker Hotel on March 6, 1948 with Toni Arden, Bob Johnstone, and The Three Beaus and a Peep.

## Filmografia

### Attore

#### Cinema
- You Came to My Rescue, regia di Dave Fleischer - cortometraggio (1937)
- The Big Broadcast of 1938, regia di Mitchell Leisen (1938)[7]

#### Televisione
- Kreisler Bandstand - serie TV, episodi 1x8 (1951)

### Produttore
- Citizens Band, regia di Jonathan Demme (1977)